# Terza guerra sacra
La più famosa tra le guerre sacre è certamente la terza guerra sacra, un conflitto che coinvolse Greci e Macedoni e che durò dal 356 a.C., anno dell'occupazione di Delfi da parte dei Focesi, al 346, anno in cui venne stipulata la pace di Filocrate.

## Guerra
La causa dell'occupazione di Delfi da parte dei Focesi va ricercata nella rappresaglia nei confronti del consiglio dell'anfizionia (associazione di popoli che amministrava il santuario di Apollo) che aveva accusato i Focesi di sacrilegio.
Nel 356 a.C. i Focesi, guidati da Filomelo, occuparono il santuario di Delfi entrando in possesso delle enormi ricchezze ivi custodite, frutto di secoli di donazioni dei fedeli.
L'occupazione del luogo sacro equivaleva a una dichiarazione di guerra. Il conflitto vide i Beoti e i Tessali opporsi alla lega focese, la quale ricevette l'appoggio di Spartani ed Ateniesi (senza contare gli alleati di questi ultimi) che scelsero l'alleanza con la Focide per risentimento nei confronti di Tebe e degli eventi che la videro protagonista nella Guerra del Peloponneso.
Caduto in combattimento Filomelo, la guida della lega focese fu assunta da Onomarco, il quale, nel 355 bloccò le truppe dell'anfizionia sui passi che conducono a Delfi e nel 353 invase la Tessaglia, con l'aiuto di Licofrone, tiranno di Fere ed alleato degli Ateniesi.
A questo punto gli abitanti di Larissa decisero di coinvolgere nel conflitto i Macedoni, chiedendo aiuto a Filippo II. Dopo essere stato sconfitto in battaglia nel 353 da Onomarco, l'anno successivo Filippo II si sbarazzò di Onomarco (che cadde sul campo) nella battaglia dei Campi di Croco e fece gettare dalle rupi i prigionieri sacrileghi. Poi marciò verso le Termopili, dove albergavano le forze alleate dei Focesi. A causa del loro numero, Filippo decise di non forzare la mano e deviò verso la Tracia, passando all'attacco.
In seguito, approfittando di una breve crisi del potere monarchico in Macedonia che portò Filippo a dichiarare guerra alla città di Olinto, gli Ateniesi inviarono duemila mercenari, sotto il comando dello stratego Carete, in Calcidica, contro l'esercito macedone. Dopo una prima vittoria, la sconfitta inflitta agli Ateniesi fu schiacciante. Olinto fu rasa al suolo e gli abitanti ridotti in schiavitù.
Tra il 347 e il 346 si cominciò a elaborare una possibile pace tra Ateniesi e Macedoni, su proposta di Filocrate, che era amico di Demostene.
Nel 346 fu stipulata la pace di Filocrate, tra Filippo, gli Ateniesi ed i loro alleati. I contraenti si impegnarono ad astenersi dalle aggressioni per mare. Filocrate inoltre fece votare dall'assemblea un ultimatum contro Faleco, il figlio di Onomarco, il quale aveva conservato il possesso delle fortezze nelle Termopili. Nel 346 Faleco consegnò le fortezze, avendo in cambio salva la vita propria e dei suoi mercenari. Delfi fu liberata ed i Focesi dispersi in vari villaggi e costretti a ripristinare il tesoro di Apollo, al quale avevano attinto per finanziare la guerra. I Focesi furono privati del loro seggio nel consiglio dell'anfizionia, che fu dato a Filippo, già detentore di quello dei Tessali in quanto era stato eletto tago di Tessaglia. La concentrazione di due seggi nelle mani del re di Macedonia segnò un notevole rafforzamento dell'egemonia di quest'ultimo sulla Grecia.